# Западный крифал
Западный крифал (лат. Cryphalus piceae) — вид жуков из семейства короедов.

## Описание
Жуки длиной 1,45-1,93 мм. Булава усиков с тремя изогнутыми швами, и грубыми и длинными щетинками. Жгутик усиков состоит из четырёх члеников (со стебельком). Переднеспинка круглой темно-коричневая до чёрной, в передней части она сужена. Передний край переднеспинки с 4-8 выступами. Боковой край её с торчащими щетинками. Шов между переднеспинкой и надкрыльями слабо выемчатый. Надкрылья коричневые или черные, их скат закруглен. Бороздки на надкрыльях с рядами точек, каждая точка с короткой волосковидной щетинкой, точки иногда плохо заметны.

## Биология

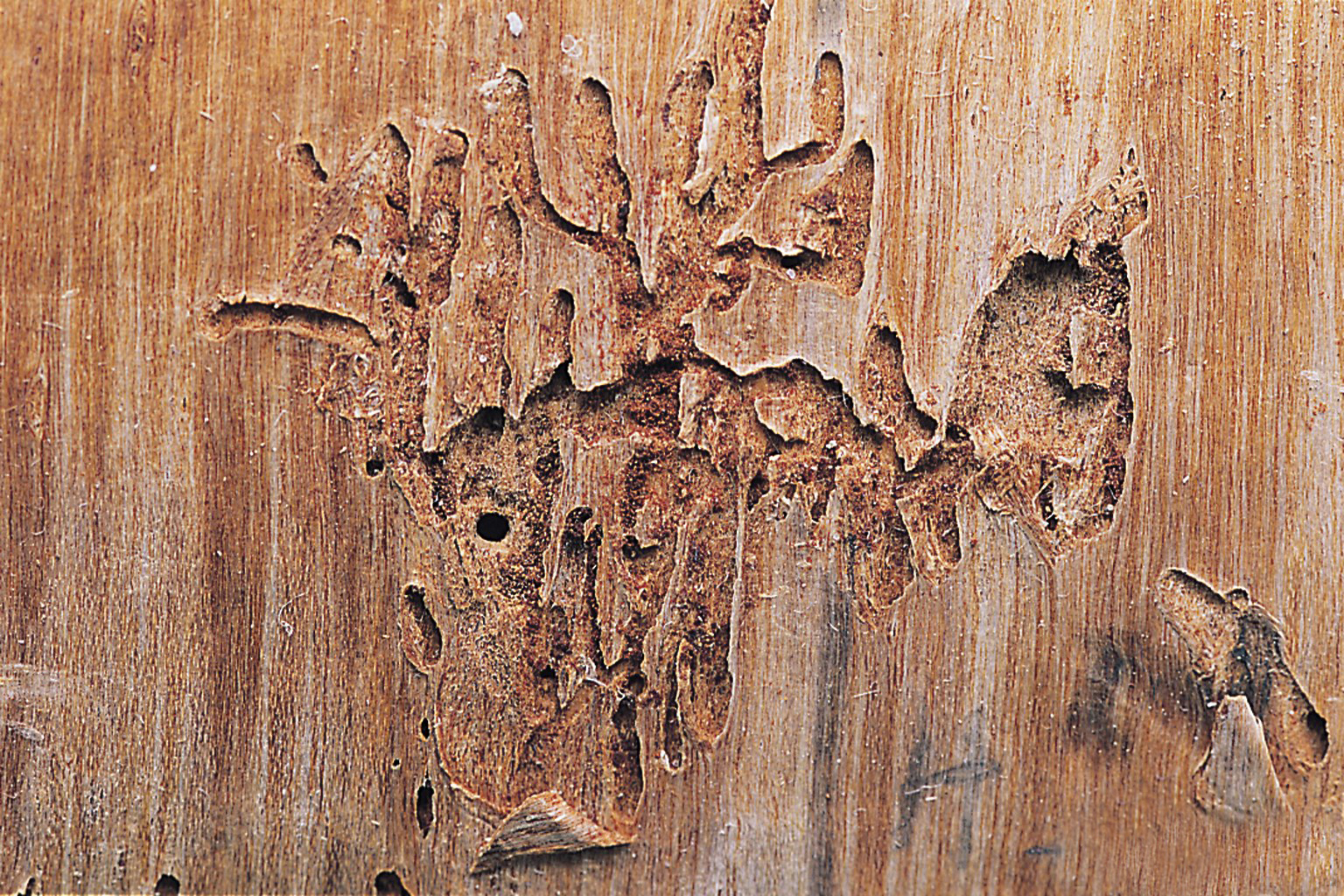
Ходы западного крифала в древесине

Основными кормовыми растениями являются пихта и ель. Заселяет обычно только очень слабые или недавно погибшие деревья. Однако в районах где этот короед достигает высокой численности, он способен проникать и зимовать в здоровых деревьях может потенциально иметь негативные последствия. Потенциально может переносить споры фитопатогенных грибов. Зимуют обычно жуки на здоровых деревьях, прорывая короткие туннели во флоэме. Реже зимовка отмечена на стадиях личинок или куколок в мертвых стволах деревьев или ветвях. Выход из диапаузы происходит в марте или апреле. Самки выкапывают брачную камеру и откладывает от 5 до 26 яиц. Время развития от яйца до взрослой особи зависит от температуры. Чаще всего в год развивается два поколения. На севере ареала дает только одно поколение в год.

## Распространение
Широко распространён в Европе (на север до Дании и юга Швеции), встречается также в Северной Африке (Алжир) и Азии на восток до Дальнего востока России Северо-Востока Китая, и Японии.